# Swiftia borealis
Swiftia borealis är en korallart som först beskrevs av Paul Torben Lassenius Kramp 1930.  Swiftia borealis ingår i släktet Swiftia och familjen Plexauridae. Inga underarter finns listade i Catalogue of Life.